# Список банков, лишённых лицензии в 2019 году (Россия)

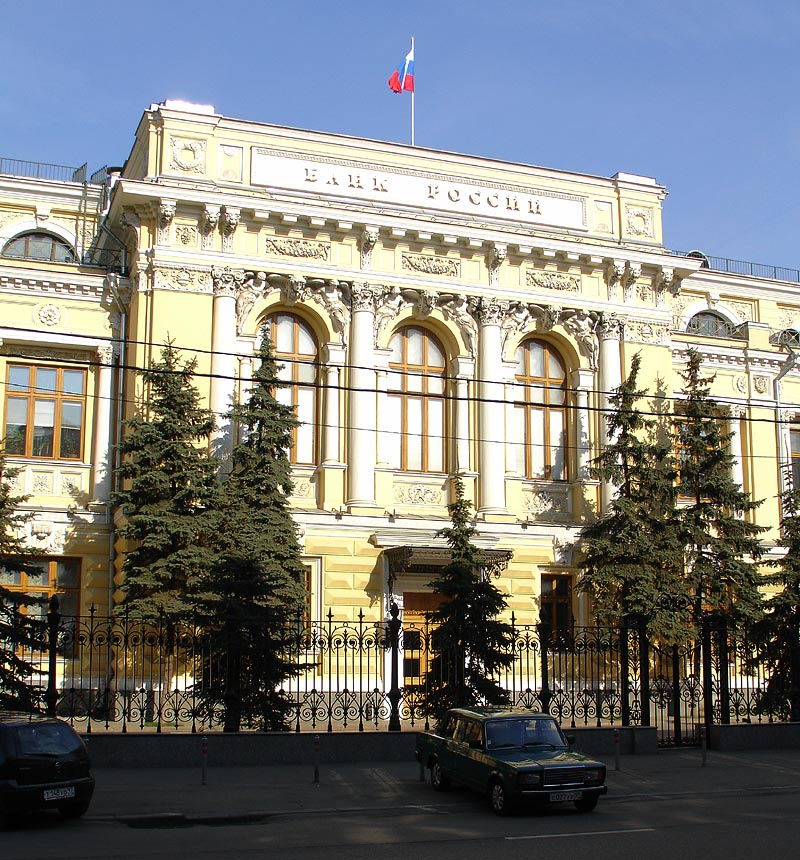
Здание Центрального Банка России на Неглинной улице

В список включены все кредитные организации России, у которых в 2019 году была отозвана или аннулирована лицензия на осуществление банковской деятельности.
За 2019 год Центральный банк Российской Федерации отозвал лицензии у 28 кредитных организаций, из которых 24 лицензий были отозваны у банков и четыре — у небанковских кредитных организаций. Кроме того, лицензии были аннулированы у 12 банков и у двух небанковских кредитных организаций.

## Легенда
Список разбит на четыре раздела по кварталам 2019 года. Внутри разделов организации отсортированы по месяцам, внутри месяца по датам закрытия, внутри одной даты по номеру документа об отзыве или аннулировании лицензии.
Таблица:
- Дата — дата отзыва/аннулирования лицензии.
- Приказ — номер приказа или иного документа об отзыве/аннулировании лицензии.
- Регион — населённый пункт или регион регистрации банка.
- АСВ — является ли кредитная организация участником системы страхования вкладов.
- Причины — основные причины отзыва или аннулирования лицензии.

Сокращения:
- АБ — акционерный банк.
- АО — акционерное общество.
- КБ — коммерческий банк.
- НКО — небанковская кредитная организация.
- ООО — общество с ограниченной ответственностью.
- ПАО — публичное акционерное общество.
- РНКО — расчётная небанковская кредитная организация.

Выделение строк цветом:
- — выделение светло-зелёным цветом означает, что лицензия организации была аннулирована.
- — выделение светло-жёлтым цветом означает, что лицензия организации была отозвана.

## 1 квартал
В разделе приведены все кредитные организации, у которых в 1-м квартале 2019 года была отозвана или аннулирована лицензия.
| Наименование                                                                   | Основ. | Лиц.   | Дата       | Приказ        | Регион                   | АСВ | Причина | Прим.         |
| ------------------------------------------------------------------------------ | ------ | ------ | ---------- | ------------- | ------------------------ | --- | --- | ------------- |
| Январь                                                                         |        |        |            |               |                          |     | |               |
| ПАО «Бинбанк Диджитал»                                                         | 1994   | 2827   | 01.01.2019 | 2197700999109 | Москва                   | Нет | Присоединены к ПАО «Банк „ФК Открытие“». | [ 3 ] [ 4 ]   |
| ПАО «Бинбанк»                                                                  | 1991   | 323    | 01.01.2019 | 2197700999142 | Москва                   | Да  | Присоединены к ПАО «Банк „ФК Открытие“». | [ 5 ] [ 6 ]   |
| ООО КБ «Еврокапитал-Альянс»                                                    | 1992   | 2672   | 25.01.2019 | ОД-155        | Переславль-Залесский     | Да  | Неисполнение федеральных законов, регулирующих банковскую деятельность, неисполнение нормативных актов Банка России. Осуществление недобросовестных действий руководства по выводу ликвидных активов с ущербом для интересов кредиторов и вкладчиков. Участие в проведении сомнительных транзитных операций. | [ 7 ] [ 8 ]   |
| ПАО «Акционерный Камчатский Коммерческий Агропромбанк „Камчаткомагропромбанк“» | 1990   | 545    | 30.01.2019 | ОД-207        | Петропавловск-Камчатский | Да  | Неисполнение федеральных законов, регулирующих банковскую деятельность, неисполнение нормативных актов Банка России. Осуществление недобросовестных действий руководства по выводу ликвидных активов с ущербом для интересов кредиторов и вкладчиков. Участие в проведении сомнительных транзитных операций. | [ 9 ] [ 10 ]  |
| ПАО «Нижегородский коммерческий банк „Радиотехбанк“»                           | 1990   | 1166   | 31.01.2019 | ОД-209        | Нижний Новгород          | Да  | Неисполнение федеральных законов, регулирующих банковскую деятельность, неисполнение нормативных актов Банка России. Многочисленные нарушения законодательства и нормативных актов Банка России в области противодействия легализации (отмыванию) доходов, полученных преступным путем, и финансированию терроризма. Участие в проведении сомнительных транзитных операций. | [ 11 ] [ 12 ] |
| Февраль                                                                        |        |        |            |               |                          |     | |               |
| ООО НКО «АРБ-Инкасс»                                                           | 2000   | 3353-К | 15.02.2019 | ОД-308        | Москва                   | Нет | Неисполнение федеральных законов, регулирующих банковскую деятельность, неисполнение нормативных актов Банка России. Существенное ухудшение финансового положения компании в связи с сокращением спроса клиентов на инкассаторские услуги. Уменьшение величины собственных средств до уровня ниже размера уставного капитала. | [ 13 ] [ 14 ] |
| Март                                                                           |        |        |            |               |                          |     | |               |
| АО «Коммерческий банк жилищного строительства» («Жилстройбанк»)                | 1994   | 2769   | 01.03.2019 | ОД-442        | Москва                   | Нет | Решение единственного акционера банка о прекращении деятельности в порядке добровольной ликвидации. | [ 15 ] [ 16 ] |
| ПАО «Роскомснаббанк»                                                           | 1991   | 1398   | 07.03.2019 | ОД-474        | Уфа                      | Да  | Превышение объема кредитования строительных проектов размера уставного капитала банка более чем в три раза. Недобросовестные действия руководства банка, связанные со схемами привлечения денежных средств, имеющими признаки «финансовой пирамиды». Проведение операций, имеющих признаки совершения уголовно наказуемых деяний. Значительный объем проблемных активов на балансе. Систематическое занижение величины принимаемого кредитного риска. Полная утрата банком собственных средств при адекватной оценке кредитного риска по ссудной задолженности.                                    | [ 17 ] [ 18 ] |
| АО «Банк АВБ» («Автовазбанк»)                                                  | 1991   | 23     | 07.03.2019 | 2197700081104 | Тольятти                 | Нет | Присоединён к ПАО «Национальный банк „Траст“». | [ 19 ] [ 20 ] |
| АО «Банк развития технологий и сбережений» («РТС-Банк»)                        | 2002   | 3401   | 14.03.2019 | ОД-512        | Тольятти                 | Да  | Неисполнение федеральных законов, регулирующих банковскую деятельность, неисполнение нормативных актов Банка России. Формирование значительного объема проблемных активов на балансе банка. Значительное снижение размера собственных средств. Сокрытие реального финансового положения и искусственное поддержание величины капитала для обеспечения формального соблюдения обязательных нормативов. Признаки недобросовестных действий руководства банка по выводу ликвидных активов с ущербом для интересов кредиторов и вкладчиков. Наличие реальной угрозы интересам кредиторов и вкладчиков. | [ 21 ] [ 22 ] |
| ООО КБ «Международный расчетный банк»                                          | 1994   | 3028   | 28.03.2019 | ОД-682        | Москва                   | Нет | Неисполнение федеральных законов, регулирующих банковскую деятельность, неисполнение нормативных актов Банка России. Нарушение законодательства и нормативных актов Банка России в области противодействия легализации (отмыванию) доходов, полученных преступным путем, и финансированию терроризма. Участие в проведении сомнительных операций с наличной иностранной валютой и сомнительных транзитных операций. | [ 23 ] [ 24 ] |

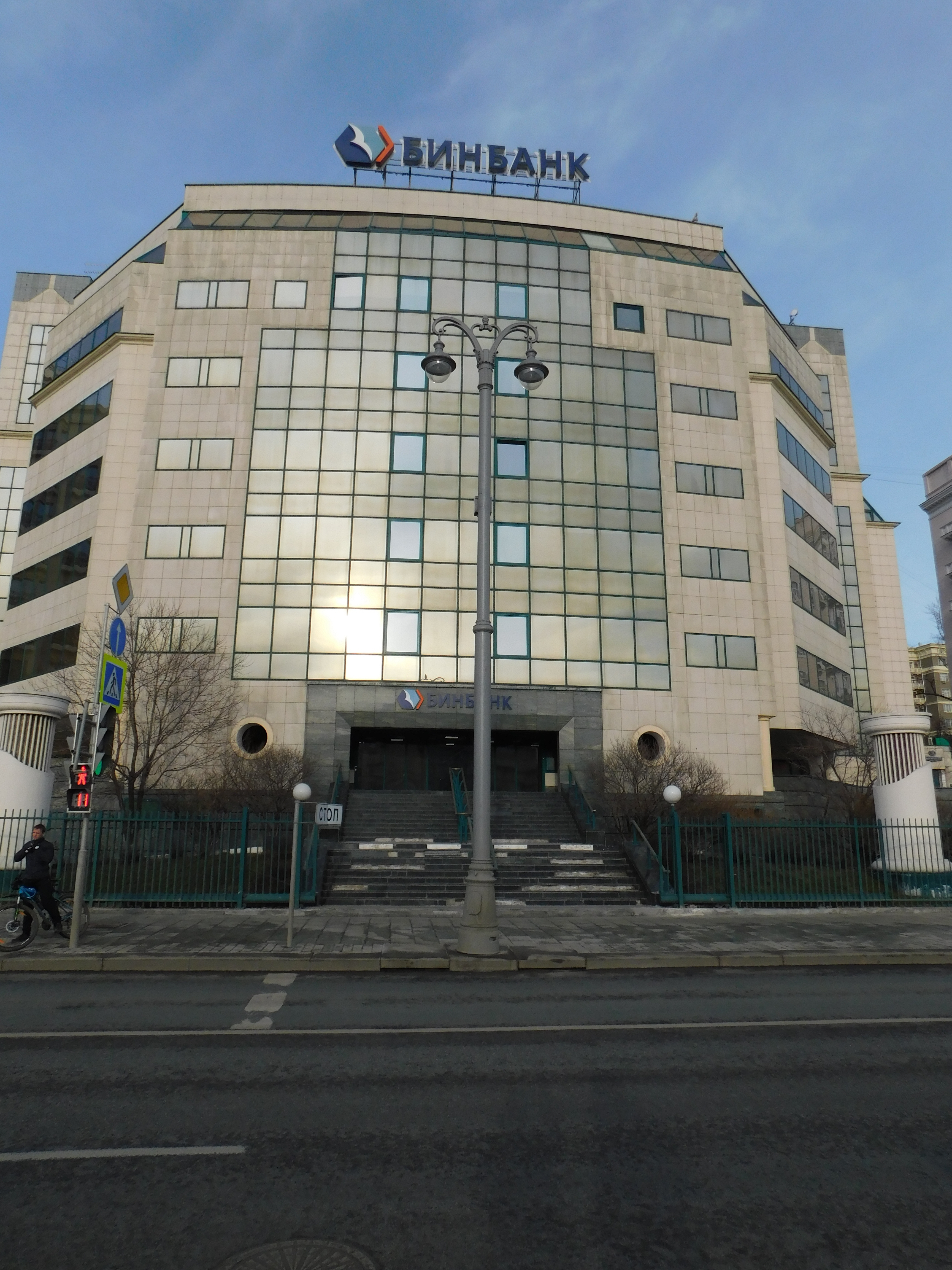
Штаб-квартира «Бинбанка» на Котельнической набережной в Москве
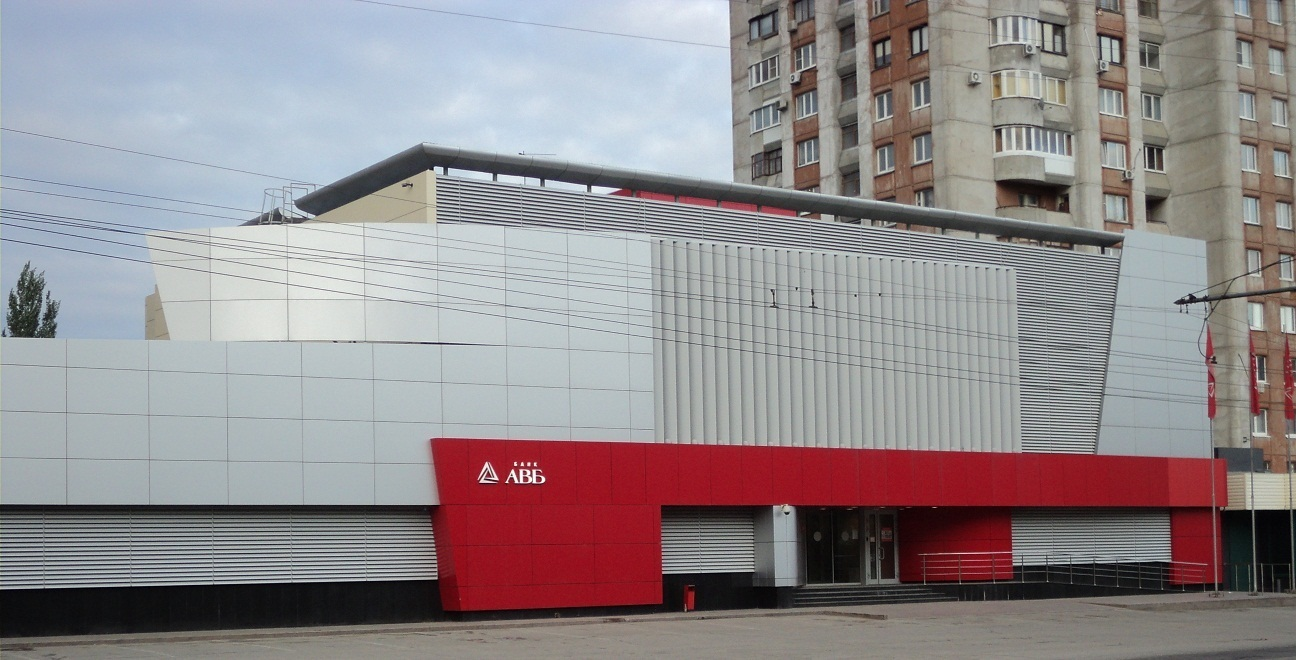
Центральный офис «Автовазбанка» в Тольятти
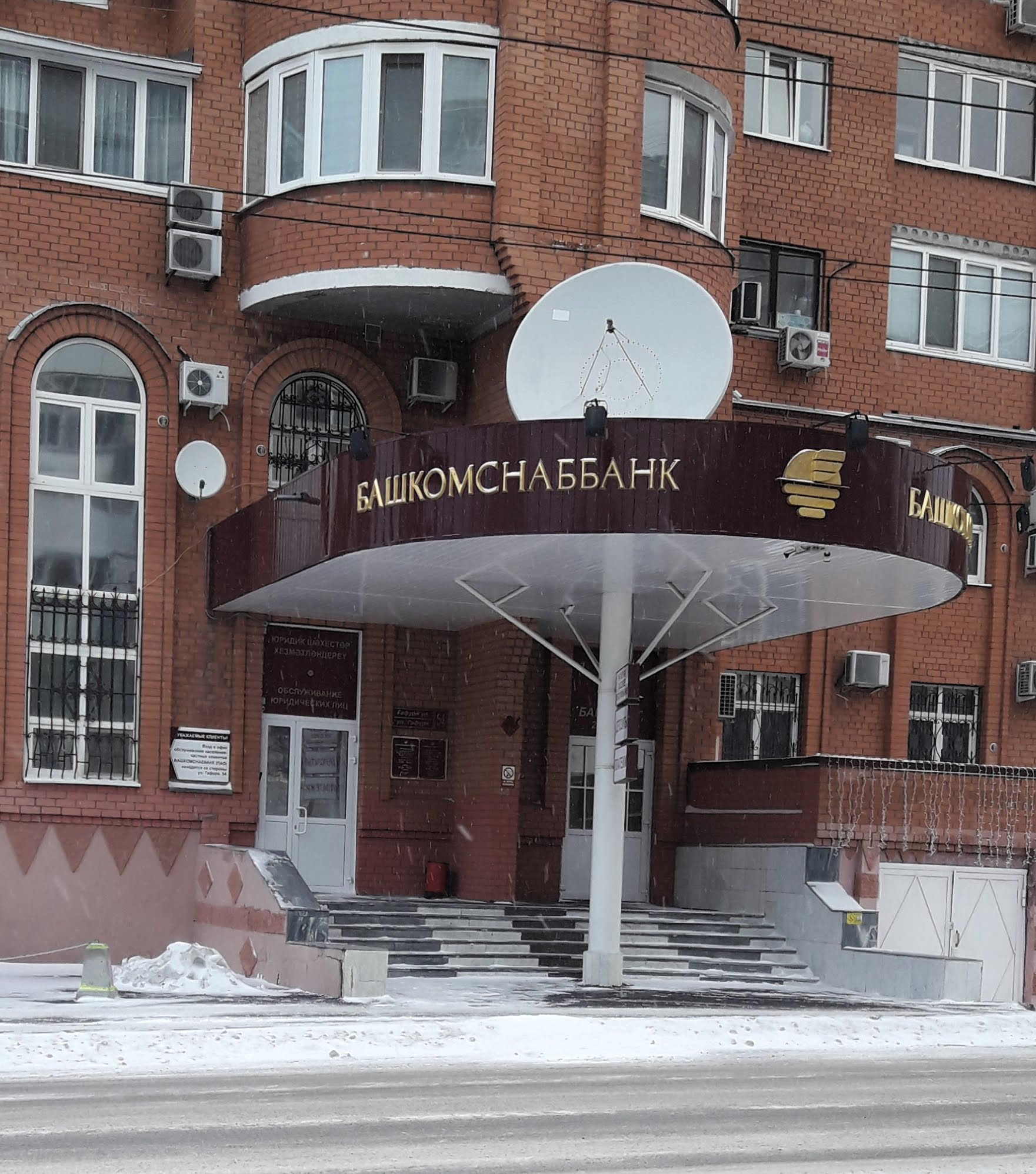
Головной офис «Башкомснаббанка» в Уфе
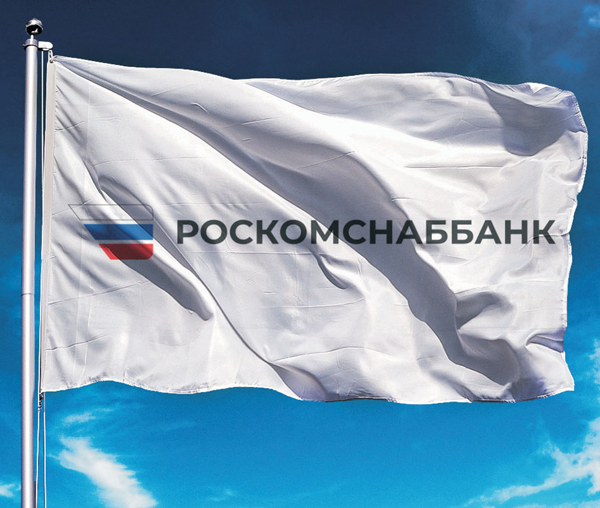
Флаг «Роскомснаббанка»

## 2 квартал
В разделе приведены все кредитные организации, у которых во 2-м квартале 2019 года была отозвана или аннулирована лицензия.
| Наименование                                                   | Основ. | Лиц. | Дата       | Приказ        | Регион          | АСВ | Причина | Прим.         |
| -------------------------------------------------------------- | ------ | ---- | ---------- | ------------- | --------------- | --- | --- | ------------- |
| Апрель                                                         |        |      |            |               |                 |     | |               |
| АО КБ «Иваново»                                                | 1992   | 1763 | 05.04.2019 | ОД-761        | Иваново         | Да  | Неисполнение федеральных законов, регулирующих банковскую деятельность, неисполнение нормативных актов Банка России. Многочисленные нарушения нормативных актов Банка России в области противодействия легализации (отмыванию) доходов, полученных преступным путем, и финансированию терроризма. Систематическое занижение величины резервов и завышение стоимости имущества в целях улучшения финансовых показателей и сокрытия своего реального финансового положения. Осуществление «схемных» операций по искусственному поддержанию капитала для формального соблюдения обязательных нормативов. | [ 25 ] [ 26 ] |
| АО АБ «Аспект»                                                 | 1990   | 608  | 12.04.2019 | ОД-809        | Москва          | Да  | Неисполнение федеральных законов, регулирующих банковскую деятельность, неисполнение нормативных актов Банка России. Нарушение нормативных актов Банка России в области противодействия легализации (отмыванию) доходов, полученных преступным путем, и финансированию терроризма. Проведение сомнительных операций с наличной иностранной валютой и транзитных операций, связанных с теневой продажей розничными торговыми предприятиями наличной выручки третьим лицам. | [ 27 ] [ 28 ] |
| АО «Тройка-Д Банк»                                             | 2002   | 3431 | 17.04.2019 | ОД-861        | Москва          | Да  | Неисполнение федеральных законов, регулирующих банковскую деятельность, неисполнение нормативных актов Банка России. Нарушение нормативных актов Банка России в области противодействия легализации (отмыванию) доходов, полученных преступным путем, и финансированию терроризма. Систематическое занижение величины резервов и завышение стоимости имущества в целях улучшения финансовых показателей и сокрытия своего реального финансового положения. Осуществление «схемных» операций по искусственному поддержанию капитала для формального соблюдения обязательных нормативов. Нарушение ограничений на осуществление отдельных операций, вводившихся надзорным органом. Осуществление недобросовестных действий по выводу активов с ущербом для интересов кредиторов и вкладчиков. | [ 29 ] [ 30 ] |
| ООО КБ «Холдинвестбанк»                                        | 1994   | 2837 | 26.04.2019 | ОД-959        | Москва          | Да  | Неисполнение федеральных законов, регулирующих банковскую деятельность, неисполнение нормативных актов Банка России. Нарушение нормативных актов Банка России в области противодействия легализации (отмыванию) доходов, полученных преступным путем, и финансированию терроризма. Осуществление «схемных» операций по искусственному поддержанию капитала для формального соблюдения обязательных нормативов. Существенное снижение капитала банка. Наличие реальной угрозы интересам кредиторов и вкладчиков. | [ 31 ] [ 32 ] |
| Май                                                            |        |      |            |               |                 |     | |               |
| ПАО «Балтийский Банк»                                          | 1992   | 128  | 08.05.2019 | 2197700142528 | Санкт-Петербург | Да  | Присоединён к АО «Альфа-Банк». | [ 33 ] [ 34 ] |
| АО «Кемеровский социально-инновационный банк» («Кемсоцинбанк») | 1991   | 96   | 31.05.2019 | ОД-1224       | Кемерово        | Да  | Неисполнение федеральных законов, регулирующих банковскую деятельность, неисполнение нормативных актов и предписаний Банка России. Занижение величины необходимых к формированию резервов на возможные потери. Наличие на балансе банка значительного объема низкокачественной ссудной задолженности и непрофильных активов. Проведение «схемных» сделок, обеспечивавших формальное соблюдение установленных к размеру капитала требований. | [ 35 ] [ 36 ] |
| Июнь                                                           |        |      |            |               |                 |     | |               |
| АО КБ «ДельтаКредит»                                           | 1999   | 3338 | 01.06.2019 | 2197700159457 | Москва          | Да  | Присоединён к ПАО «Росбанк». | [ 37 ] [ 38 ] |
| ООО КБ «Взаимодействие»                                        | 1992   | 1704 | 06.06.2019 | ОД-1300       | Новосибирск     | Да  | Неисполнение федеральных законов, регулирующих банковскую деятельность, неисполнение нормативных актов и предписаний Банка России. Завышение стоимости имущества с целью фиктивного улучшения финансовых показателей. Существенная недостоверность отчётности. Значительное снижение размеров капитала. Неспособность своевременно исполнять обязательства перед кредиторами и вкладчиками. | [ 39 ] [ 40 ] |
| АО «Банк „Прайм Финанс“»                                       | 1994   | 2758 | 06.06.2019 | ОД-1302       | Санкт-Петербург | Да  | Неисполнение федеральных законов, регулирующих банковскую деятельность, неисполнение нормативных актов и предписаний Банка России. Полная утрата собственных средств. Осуществление «схемных» операций по искусственному поддержанию значений размера капитала. | [ 41 ] [ 42 ] |

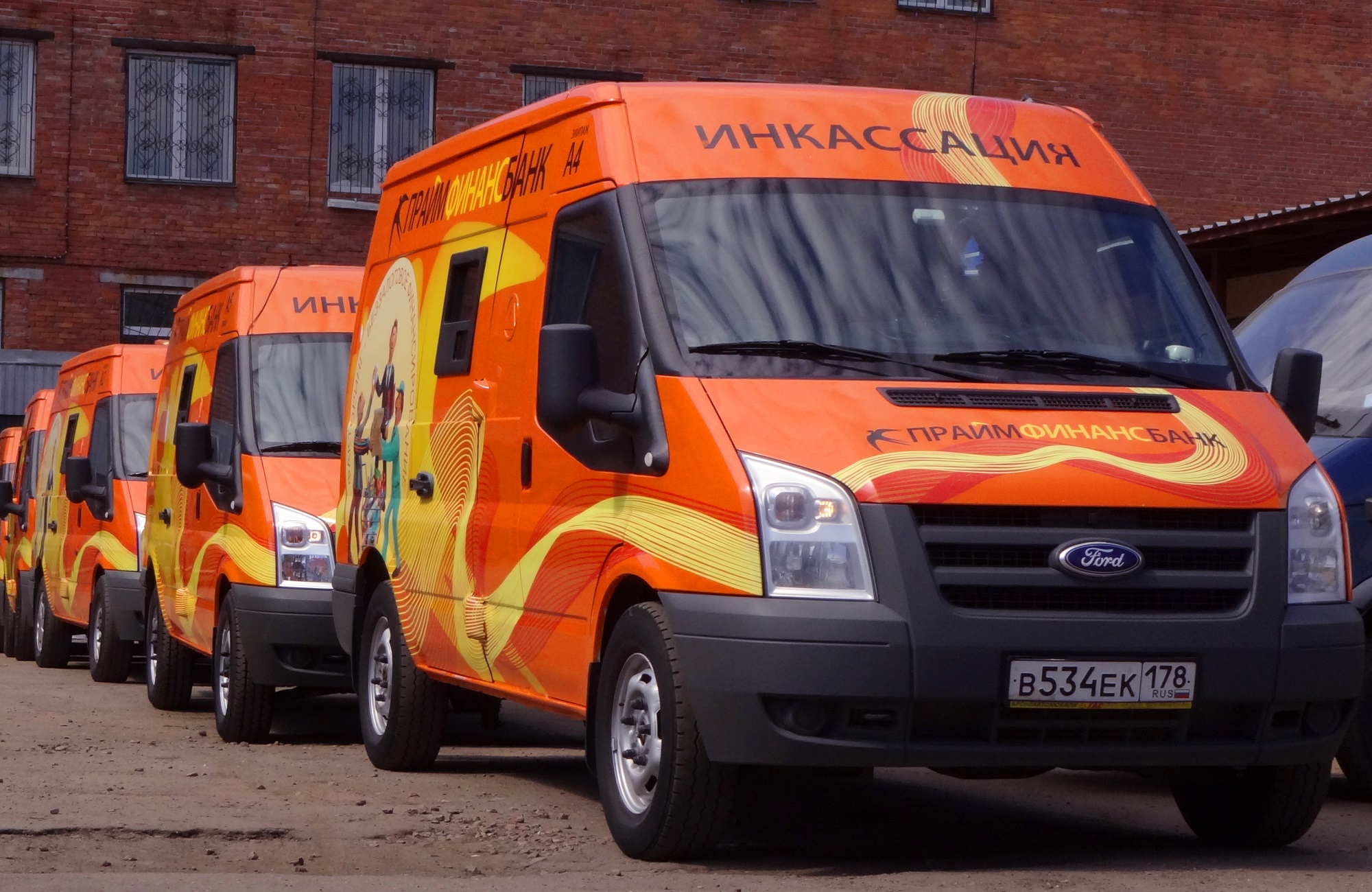
Оранжевые инкассаторские автомобили банка «Прайм Финанс»

## 3 квартал
В разделе приведены все кредитные организации, у которых во 3-м квартале 2019 года была отозвана или аннулирована лицензия.
| Наименование                                        | Основ. | Лиц.   | Дата       | Приказ        | Регион          | АСВ | Причина | Прим.         |
| --------------------------------------------------- | ------ | ------ | ---------- | ------------- | --------------- | --- | --- | ------------- |
| Июль                                                |        |        |            |               |                 |     | |               |
| ПАО «Межрегиональный промышленно-строительный банк» | 1990   | 752    | 08.07.2019 | 2191326112217 | Саранск         | Нет | Присоединён к ПАО АКБ «Актив Банк». | [ 43 ] [ 44 ] |
| АО «Банкхаус Эрбе»                                  | 1992   | 1717   | 10.07.2019 | 2197700190675 | Москва          | Нет | Присоединён к АО «Джей энд Ти Банк». | [ 45 ] [ 46 ] |
| ООО «НКО „21 Век“»                                  | 1997   | 3309-К | 12.07.2019 | ОД-1622       | Санкт-Петербург | Нет | Неисполнение федеральных законов, регулирующих банковскую деятельность, неисполнение нормативных актов Банка России. Существенное снижение капитала банка. | [ 47 ] [ 48 ] |
| АО НКО "Частный РКЦ"                                | 2002   | 3420-К | 12.07.2019 | ОД-1624       | Москва          | Нет | Неисполнение кредитной организацией федеральных законов, регулирующих банковскую деятельность, и нормативных актов Банка России, учитывая неоднократное применение в течение одного года мер, а также невыполнением требований, установленных частями пятнадцатой и шестнадцатой статьи 11.2 Федерального закона "О банках и банковской деятельности", принимая во внимание, что небанковская кредитная организация не достигла на 1 июля 2019 года минимального размера собственных средств (капитала) |               |
| ООО КБ «Жилкредит»                                  | 1992   | 1736   | 19.07.2019 | ОД-1672       | Москва          | Да  | Неисполнение федеральных законов, регулирующих банковскую деятельность, неисполнение нормативных актов Банка России. Существенное снижение капитала банка. | [ 49 ] [ 50 ] |
| ООО «РАМ Банк»                                      | 2007   | 3480   | 26.07.2019 | ОД-1743       | Москва          | Да  | Неисполнение федеральных законов, регулирующих банковскую деятельность, неисполнение нормативных актов и предписаний Банка России. Осуществление «схемных» операций по искусственному поддержанию значений размера капитала. | [ 51 ] [ 52 ] |
| АО КБ «Ассоциация»                                  | 1990   | 732    | 29.07.2019 | ОД-1758       | Нижний Новгород | Да  | Неисполнение федеральных законов, регулирующих банковскую деятельность, неисполнение нормативных актов Банка России. Существенная недостоверность отчётности. | [ 53 ] [ 54 ] |
| Август                                              |        |        |            |               |                 |     | |               |
| ООО РНКО «ИСБ»                                      | 1994   | 3010-К | 23.08.2019 | 2197700227900 | Москва          | Нет | Прекращение деятельности в порядке добровольной ликвидации. | [ 55 ] [ 56 ] |
| Сентябрь                                            |        |        |            |               |                 |     | |               |
| АО «ГринКомБанк»                                    | 1990   | 1184   | 12.09.2019 | ОД-2098       | Иркутск         | Да  | Неисполнение федеральных законов, регулирующих банковскую деятельность, неисполнение нормативных актов Банка России. Недостаточный размер собственных средств. Наличие значительного объема активов сомнительного качества на балансе банка. | [ 57 ] [ 58 ] |

## 4 квартал
В разделе приведены все кредитные организации, у которых во 4-м квартале 2019 года была отозвана или аннулирована лицензия.
| Наименование                                                               | Основ. | Лиц.   | Дата       | Приказ        | Регион          | АСВ | Причина | Прим.         |
| -------------------------------------------------------------------------- | ------ | ------ | ---------- | ------------- | --------------- | --- | --- | ------------- |
| Октябрь                                                                    |        |        |            |               |                 |     | |               |
| В октябре 2019 года отзывов или аннулирований банковских лицензий не было. |        |        |            |               |                 |     | |               |
| Ноябрь                                                                     |        |        |            |               |                 |     | |               |
| АО «Эксперт Банк»                                                          | 1994   | 2949   | 01.11.2019 | ОД-2519       | Омск            | Да  | Неисполнение федеральных законов, регулирующих банковскую деятельность, неисполнение нормативных актов Банка России. Нарушение нормативных актов Банка России в области противодействия легализации (отмыванию) доходов, полученных преступным путем, и финансированию терроризма. Проведение сомнительных операций с наличной иностранной валютой и транзитных операций, связанных с теневой продажей розничными торговыми предприятиями наличной выручки третьим лицам. | [ 59 ] [ 60 ] |
| АО «Данске банк»                                                           | 1996   | 3307   | 01.11.2019 | ОД-2521       | Санкт-Петербург | Да  | Прекращение деятельности в связи с решением единственного акционера о добровольной ликвидации. | [ 61 ] [ 62 ] |
| ПАО АКБ «ЧУВАШКРЕДИТПРОМБАНК»                                              | 1990   | 1280   | 07.11.2019 | ОД-2565       | Чебоксары       | Да  | Неисполнение федеральных законов, регулирующих банковскую деятельность, неисполнение нормативных актов Банка России. Нарушение нормативных актов Банка России в области противодействия легализации (отмыванию) доходов, полученных преступным путем, и финансированию терроризма. Проведение сомнительных операций с наличной иностранной валютой. Наличие реальной угрозы интересам кредиторов и вкладчиков.                                                            | [ 63 ] [ 64 ] |
| ООО КБ «Кредитинвест»                                                      | 1990   | 1197   | 15.11.2019 | ОД-2609       | Кизилюрт        | Да  | Неисполнение федеральных законов, регулирующих банковскую деятельность, неисполнение нормативных актов Банка России. Многочисленные нарушения законодательства и нормативных актов Банка России в области противодействия легализации (отмыванию) доходов, полученных преступным путем, и финансированию терроризма. Участие в проведении сомнительных транзитных операций.                                                                                               | [ 65 ] [ 66 ] |
| ПАО АБ «Девон-Кредит»                                                      | 1992   | 1972   | 15.11.2019 | 2197700290863 | Альметьевск     | Нет | Присоединены к ПАО «Банк Зенит». | [ 67 ] [ 68 ] |
| ПАО «Липецккомбанк»                                                        | 1990   | 1242   | 15.11.2019 | 2197700290820 | Липецк          | Нет | Присоединены к ПАО «Банк Зенит». | [ 69 ] [ 70 ] |
| АО «Кpедпpомбанк»                                                          | 1990   | 1165   | 22.11.2019 | ОД-2670       | Ярославль       | Да  | Неисполнение федеральных законов, регулирующих банковскую деятельность, неисполнение нормативных актов Банка России. Многочисленные нарушения законодательства и нормативных актов Банка России в области противодействия легализации (отмыванию) доходов, полученных преступным путем, и финансированию терроризма. Участие в проведении сомнительных транзитных операций.                                                                                               | [ 71 ] [ 72 ] |
| ООО РНКО «Вест»                                                            | 1993   | 2605-К | 22.11.2019 | ОД-2672       | Москва          | Нет | Неисполнение федеральных законов, регулирующих банковскую деятельность, неисполнение нормативных актов Банка России. Многочисленные нарушения законодательства и нормативных актов Банка России в области противодействия легализации (отмыванию) доходов, полученных преступным путем, и финансированию терроризма. Участие в проведении сомнительных транзитных операций.                                                                                               | [ 73 ] [ 74 ] |
| ООО «Осколбанк»                                                            | 1990   | 1050   | 29.11.2019 | ОД-2730       | Старый Оскол    | Да  | Неисполнение федеральных законов, регулирующих банковскую деятельность, неисполнение нормативных актов Банка России. Многочисленные нарушения законодательства и нормативных актов Банка России в области противодействия легализации (отмыванию) доходов, полученных преступным путем, и финансированию терроризма. Участие в проведении сомнительных транзитных операций. Занижение величины необходимых к формированию резервов на возможные потери.                   | [ 75 ] [ 76 ] |
| АО «ВОКБАНК»                                                               | 1991   | 312    | 29.11.2019 | 2197700303722 | Нижний Новгород | Нет | Присоединен к «МИнБанк». | [ 77 ] [ 78 ] |
| Декабрь                                                                    |        |        |            |               |                 |     | |               |
| ПАО «Невский банк»                                                         | 1990   | 1068   | 13.12.2019 | ОД-2848       | Санкт-Петербург | Да  | Неисполнение федеральных законов, регулирующих банковскую деятельность, неисполнение нормативных актов Банка России. Утрата собственных средств (капитала) вследствие хищения значительной части активов. | [ 79 ] [ 80 ] |
| АО «Кранбанк»                                                              | 1993   | 2271   | 13.12.2019 | ОД-2850       | Иваново         | Да  | Нарушения нормативных актов Банка России в области противодействия легализации доходов, полученных преступным путем, и финансированию терроризма. | [ 81 ] [ 82 ] |

## Статистика

### Закрытие по месяцам
| Закрытие по месяцам | Закрытие по месяцам | Закрытие по месяцам | Закрытие по месяцам | Закрытие по месяцам |
| Месяц               |                     |                     |                     | Количество          |
| ------------------- | ------------------- | ------------------- | ------------------- | ------------------- |
| Январь              |                     |                     | 5                   |                     |
| Февраль             |                     |                     | 1                   |                     |
| Март                |                     |                     | 5                   |                     |
| Апрель              |                     |                     | 4                   |                     |
| Май                 |                     |                     | 2                   |                     |
| Июнь                |                     |                     | 3                   |                     |
| Июль                |                     |                     | 6                   |                     |
| Август              |                     |                     | 1                   |                     |
| Сентябрь            |                     |                     | 1                   |                     |
| Октябрь             |                     |                     | 0                   |                     |
| Ноябрь              |                     |                     | 10                  |                     |
| Декабрь             |                     |                     | 2                   |                     |

### Комментарии
1. ↑  По инициативе Банка России, согласно требований статьи 20 Федерального закона «О банках и банковской деятельности».
2. ↑  По инициативе собственников компании или в порядке её реорганизации.
3. ↑  До марта 2018 года ПАО «Башкомснаббанк».